# Marktplatz 3 (Weißenburg)

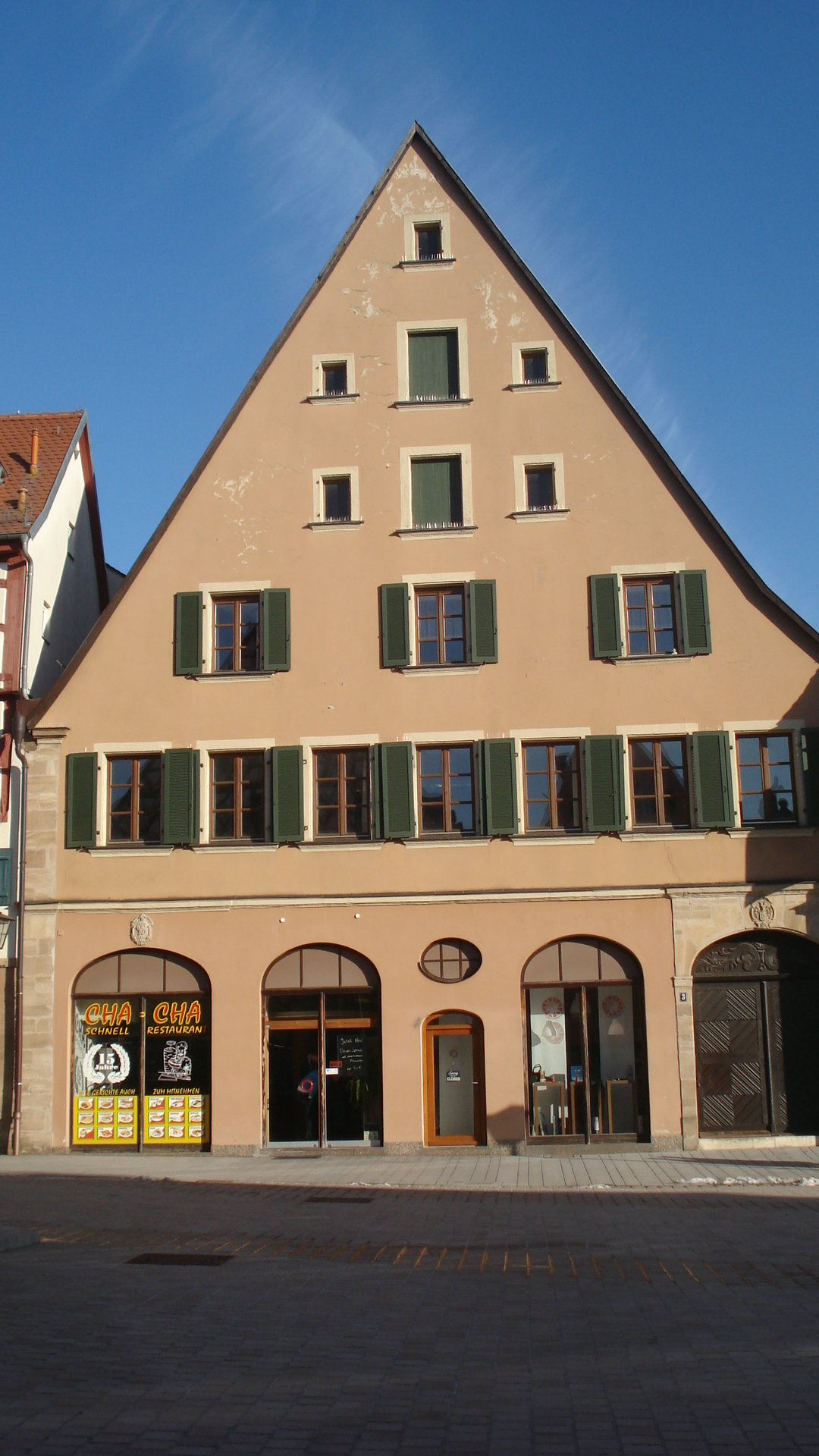
Das Haus am Marktplatz 3 in Weißenburg (2013)

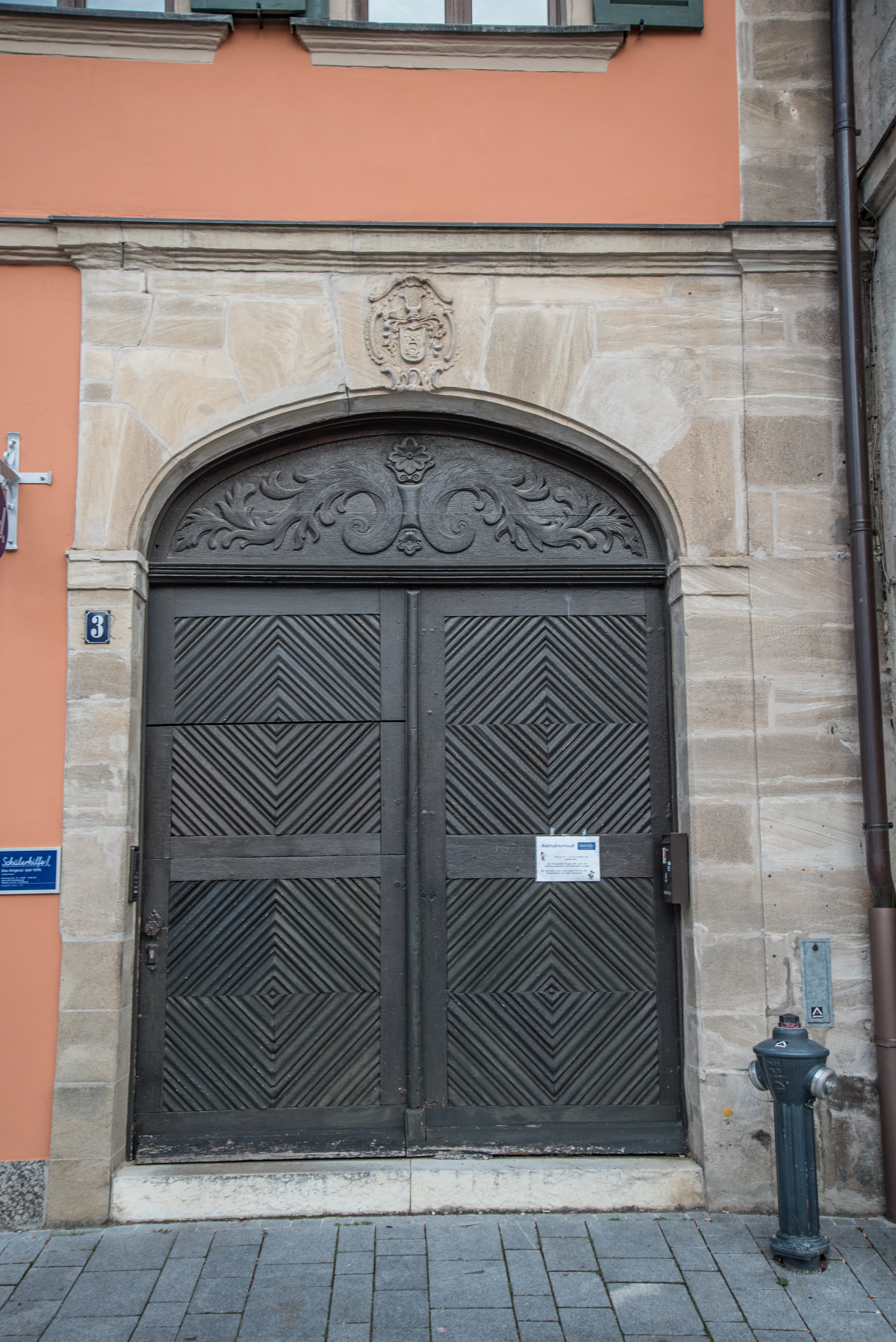
Eingangsportal

Das Gebäude Marktplatz 3 ist ein Bürgerhaus in der denkmalgeschützten Altstadt von Weißenburg in Bayern. Es gehört zu den ältesten Bürgerhäusern Weißenburgs. Älter sind nur noch das Haus an der Luitpoldstraße 16 und das Haus an der Judengasse 14. Das Gebäude ist unter der Denkmalnummer D-5-77-177-260 als Baudenkmal in die Bayerische Denkmalliste eingetragen.
Das Bauwerk steht umrahmt von weiteren Baudenkmälern unweit des Alten Rathauses an der Ostseite des Marktplatzes auf einer Höhe von 424 Metern über NHN.
Das Gebäude ist zweigeschossig, giebelständig, massiv und hat einen Steildach. Das Haus wurde 1346 errichtet. Die Mauern sind aus Kalkstein. Renovierungen und Umbauten gab es 1579 sowie 1774, als die Fassade barock umgestaltet wurde. Das Rückgebäude stammt aus dem 19. Jahrhundert. Entlang der Südseite des Gebäudes besteht ein Durchgang zur Rückseite.